# Andrzej Karweta
Andrzej Karweta (Jaworzno; 11 de junho de 1958 — 10 de abril de 2010) foi um militar polaco. Foi o vice-almirante da marinha polonesa.
Foi uma das vítimas do acidente do Tu-154 da Força Aérea Polonesa.